# Слобода (Кадуйский район)
Слобода — деревня в Кадуйском районе Вологодской области.
Входит в состав Никольского сельского поселения, с точки зрения административно-территориального деления — в Никольский сельсовет.
Расположена на левом берегу реки Шулма. Расстояние по автодороге до районного центра Кадуя — 28 км, до центра муниципального образования села Никольское — 4 км. Ближайшие населённые пункты — Анненская, Будиморово, Вахонькино, Завод, Иваново, Лукьяново, Никоновская, Пречистое, Туровино.
По переписи 2002 года население — 8 человек.